# 上索洛特維納
48°36′27″N 22°27′4″E / 48.60750°N 22.45111°E
上索洛特維納（烏克蘭語：Верхня Солотвина），是烏克蘭的村落，位於該國西部外喀爾巴阡州，由烏日霍羅德區負責管轄，處於索洛特溫西基河畔，始建於1710年，面積40平方公里，海拔高度208米，2001年人口308。